# 化製場
化製場（かせいじょう）とは、死亡した家畜の死体などを処理する施設の総称。法的な規定および業務内容から、死体の解体とその後の埋却もしくは焼却のみを行う「死亡獣畜取扱場」と、家畜から食肉を生産した後に発生する畜産副産物を加工し製品化する「化製場」とに分けられるが、ほとんどの場合は一つの施設で両方の役割を担っている。

## 関連法規
設置に際しては「化製場等に関する法律」に基づいた都道府県知事の許可が必要になり、鶏などの家禽や魚介類のみを扱う場合でもこの法律が準用される。また、原料の調達はその会社自らが行っている場合が多く、原料を運搬する車両はそれ専用のものが必要となる。このため、動物質原料運搬業の営業許可を併せて取得している場合がほとんどである。

## 業務内容
家畜を食用目的で屠殺（とさつ）する際に生じた畜産副産物（食用に適さない食品廃材）を主な原料として、石鹸や化粧品などの原料となる油脂やゼラチン、有機肥料や家畜の飼料・ペットフードの原料となるミール（肉骨粉、フェザーミール、フィッシュミール）などを製造する工場である。この工程はレンダリング (rendering) と呼ばれる。
原料としては、食肉加工場でトリミング（形を整えたり、重量をそろえるための工程）を行う際に生じた屑肉や余分な脂肪、家畜の内臓や骨や皮革、鶏の羽毛（フェザー）、また食用目的で屠殺する前に農場で死亡した家畜の死体そのもの（感染症で死亡したものは除く）なども含まれる。
食肉生産にともなう残渣（ざんさ、残りかす）を処理し、畜産資源をリサイクルするため古くから存在する施設であり、食肉産業を支えるとともに公衆衛生を保つ面でも重要な施設である。だが施設の存在や名称に対して社会一般での認知度が低く、地域の理解が得られずにいわゆる「迷惑施設」扱いされることもあった。
仕事上厳しいのはおびただしい臭気で、原材料の関係から夏場は特に大変である。早めに処理すればいいのだが加工に都合が悪いのか腐らせてから取り掛かる傾向がある。特に処置として煮たり蒸したりするので更ににおいが充満する。製法上の関係から血を煮詰めて熱風にさらす血粉の臭気がきつい。
2000年代に入り、BSEが社会問題化した際に話題となった「肉骨粉」を製造する施設として存在が注目されるようになった。